# Tim Schönborn
Tim Schönborn (* 29. Oktober 1990) ist ein deutscher Basketballspieler.

## Laufbahn
Schönborn spielte bei TVA Wickede und Basketball Boele-Kabel, ehe er in der Saison 2007/08 bei den Iserlohn Kangaroos seinen Einstand in der 2. Basketball-Bundesliga gab. 2008/09 spielte er für Iserlohn in der Regionalliga, 2009 wechselte er innerhalb der Liga zum SVD 49 Dortmund. Dort wurde der 1,93 Meter große Flügelspieler zu einem der besten Akteuren der Regionalliga West, vom Fachportal eurobasket.com wurde er in den Spielzeiten 2010/11 und 2011/12 zum besten deutschen Spieler der Regionalliga West gekürt.
2012 verließ Schönborn Dortmund und die Regionalliga in Richtung der Hertener Löwen (2. Bundesliga ProB). Nach einem Jahr in Herten wechselte er innerhalb der 2. Bundesliga ProB zu den Dragons Rhöndorf. Dort war Schönborn im Spieljahr 2013/14 mit einem Punkteschnitt von 14,6 pro Partie Führungsspieler. In der Folgesaison 2014/15 erzielte er rund 12 Punkte je Begegnung, Teile des Spieljahres verpasste er wegen einer Knieverletzung. In der Saison 2015/16 trat Schönborn, der unter anderem seine Stärken im Distanzwurf besitzt und deshalb den Spitznamen „El Pistolero“ erhielt, mit Rhöndorf in der 2. Bundesliga ProA an, nachdem die Mannschaft als Nachrücker in die zweithöchste Liga Deutschlands aufgestiegen war. In der 2. Bundesliga ProA erzielte Schönborn während der Saison 2015/16 im Schnitt 9,2 Punkte je Begegnung, verpasste mit der Mannschaft jedoch den Klassenerhalt.
Im Sommer 2016 wechselte Schönborn zu Bayer Leverkusen (2. Bundesliga ProB). Im Spieljahr 2018/19 gewann er mit den Rheinländern den Meistertitel in der 2. Bundesliga ProB und war im Saisonverlauf mit 12,2 Punkten pro Begegnung gemeinsam mit dem US-Amerikaner Nick Hornsby bester Leverkusener Korbschütze. Schönborn verließ Bayer nach dem Ende der Saison 2019/20 und zog aus beruflichen Gründen nach Aachen. Er spielte dort für die BG Aachen, mit der er 2022 in die 1. Regionalliga aufstieg und auch in der höchsten Amateurspielklasse für die BG auflief.